# Am o idee!...
Am o idee!... este un film de comedie românesc din 1981 regizat de Alecu Croitoru după un scenariu scris de Mircea Radu Iacoban. Rolurile principale au fost interpretate de actorii Petre Gheorghiu, Valentin Plătăreanu și Ovidiu Schumacher. După premieră filmul a fost interzis.

## Rezumat
După ce echipa de fotbal a unui orășel ajunge în divizia C este nevoie de oameni noi, goluri și rezultate pentru ca să revină în divizia B. Capul acestei „operațiuni” este tovarășul Smeu (Petre Gheorghiu) care are o idee de fiecare dată când este nevoie. Acesta recrutează patru antrenori (în loc de unul) și fondează clubul Femina, format din soțiile jucătorilor, pentru a-i sprijini în meciurile de acasă, dar și la cele din deplasare.

## Distribuție
- Petre Gheorghiu — Smeu, președintele secției de fotbal a asociației sportive[2]
- Valentin Plătăreanu — Sanda, gestionarul unei carmangerii, membru în conducerea secției de fotbal
- Ovidiu Schumacher — Jurubiță, medic stomatolog, membru în conducerea secției de fotbal
- Jean Constantin — maestrul Max, animator cultural, coordonatorul clubului Femina
- Aristide Teică — delegatul Federației Române de Fotbal, fost translator
- Gheorghe Novac — profesorul de geografie, cel mai bătrân locuitor al orașului
- Mihai Mereuță — Ghizdavu, responsabilul motelului, membru în conducerea secției de fotbal
- Florin Vasiliu — profesorul de psihologie
- Nicolae Praida — Curmei, fostul antrenor secund al echipei de fotbal
- Dem Rădulescu — antrenorul Vasile II
- Ștefan Tapalagă — antrenorul Gheorghe III
- Geo Saizescu — antrenorul Ion VI
- Cornel Revent — antrenorul Dumitru V
- Stela Popescu — dna Țipurnea, soția unui fotbalist
- Melania Cîrje — dna Speriatu, soția unui fotbalist
- Rodica Popescu Bitănescu — dna Horațiu, soția unui fotbalist (menționată Rodica Popescu)
- Vasilica Tastaman — dna Căpâlnă, soția unui fotbalist
- Dumitru Rucăreanu — fotbalistul Țipurnea
- Horațiu Mălăele — fotbalistul Horațiu
- Dan Tufaru — fotbalistul Căpâlnă
- Radu Gheorghe — fotbalistul Radu Speriatu
- Anda Caropol — femeia cu boxerul, soția unui fotbalist
- Camelia Zorlescu — soția unui fotbalist
- Virginia Mirea — soția unui fotbalist (menționată Virginia Mirea Dobrovici)
- Magda Săvescu
- Adriana Gădălean
- Crăița Costescu
- Ana Ramadan
- Paula Rădulescu — responsabila cu protocolul, soția unui lăcătuș
- Profira Mihăilescu
- Anca Alexandra
- Doina Deleanu	— soția unui fotbalist, care se pregătește pentru admiterea la facultate
- Wilhelmina Câta (menționată Wilhelmina Cîta)
- Ana Maria Popescu
- Stela Neica
- Dionisie Vitcu — fotbalistul cu mustață
- Nicu Constantin — crainicul concursului de pescuit staționar
- Florin Dobrovici
- Arcadie Donos — cântărețul amator de muzică folk
- Costache Diamandi — pictorul bărbos
- I.G. Rusu
- Mihai Marta
- Romeliu Copilaș — pictor
- Gheorghe Crîșmaru — ospătarul șef de la motel
- Papil Panduru — nea Panduru, muncitor de la uzină, membru în conducerea secției de fotbal
- Alexandru Lungu — muncitor de la uzină, colegul lui nea Panduru
- Cristian Ștefănescu
- Mugur Arvunescu
- Gabriela Voicu
- Mirela Voicu
- Gheorghe David
- Nucu Păunescu — socrul unui fotbalist
- Radu Vaida — fotbalist blond (nemenționat)

## Producție
A fost realizat de Casa de Filme Patru. 
Este de precizat ca un film similar, de acelasi scenarist, cu aceeasi tema, cu aproape aceiasi actori principali, fusese realizat cu trei ani mai devreme, Totul pentru fotbal (1978), regizat de Andrei Blaier. 

## Primire
Filmul a fost vizionat de 1.530.593 de spectatori în cinematografele din România, după cum atestă o situație a numărului de spectatori înregistrat de filmele românești de la data premierei și până la data de 31 decembrie 2014 alcătuită de Centrul Național al Cinematografiei.